# Tempi nostri
Tempi nostri - Zibaldone n. 2 és una pel·lícula d'antologia italiana del 1954 dirigida per Alessandro Blasetti i Paul Paviot. És la seqüela d' Altri tempi- Zibaldone n. 1.

## Argument
Il bacio
Dos amants es troben al parc a la nit; l'idil·li del primer moment és intens, però mentre el petó continua, altres pensaments envaeixen la ment dels dos.
Gli innamorati
Una parella de promesos, Carlo i Luisa, discuteixen: ell l'acusa de ser massa materialista i d'estimar només les possessions en ell, en canvi ella l'acusa de no estimar-la negant-li gran part del que demana; a petició de la Luisa de demostrar el seu amor llançant-se sota un tren, Carlo accepta. Atemorida, ho impedeix recuperant la serenitat.
Scusi ma...
Una senyora casada porta el seu amant a la casa cada dia i intercanvien efusions davant del seu marit, que accepta la relació d'ambdós ja que el jove és un bon noi.
Mara
El Vasco i la Mara es coneixen en una trattoria, van junts al cinema i, després d'haver passat la vetllada íntimament, s'enamoren. Ella li confia que, a falta de diners, té la intenció d'intentar treballar l'endemà al matí en un prostíbul, però ell la convenç de desistir-ne, de començar a viure amb ell, que té feina de professor, encara que la seva situació econòmica sigui difícil.
Il puppo
Dos joves cònjuges de la Borgata romana es troben en dificultats econòmiques. Els agradaria treballar, però han de tenir cura del nadó que ha donat a llum recentment. Aleshores, els dos decideixen a contracor abandonar el nounat en una església, però la mare no pot decidir el lloc correcte i finalment el pare també té algunes reflexions.
Scena all'aperto
Un home i una dona que ja no són joves, nobles decadents, es tornen a trobar per casualitat després de molts anys mentre actuen com a comarses de cinema en un carruatge en moviment. Durant l'escena han de parlar, sense escoltar, d'un tema de la seva elecció. L'escena s'ha de repetir diverses vegades i així sorgeix l'oportunitat de confiar en coses que no s'havien dit fa molts anys. Finalment decideixen casar-se i fugir del plató a bord del carruatge.
Casa d'altri
L'ancià capellà d'un poble de muntanya s'adona que la vella Zelinda fa temps que està trista i pensativa. Després de molta insistència, aconsegueix fer-se confiar el que la pobra dona té a l'ànima: li agradaria acabar prematurament amb la seva vida cansada i monòtona. Mentre el capellà intenta distreure-la d'aquest propòsit, puja a un penya-segat, i salva la Zelinda tirant-la cap amunt.
Don Corradino
Don Corradino, conductor de transport públic, li agrada coquetejar amb moltes dones, fet que fa que fracassi en la feina que no li perdona el seu superior Amedeo. Durant un viatge en autobús, la seva jove amiga Nannì li explica que no està satisfeta amb el seu xicot Michele, i li fa entendre que se sent atreta per ell. A l'episodi fa el seu debut cinematogràfic encara que no tingui línies una molt jove Luciana Paluzzi.
La macchina fotografica
Els seus amics fotògrags deixen una noia en un club on s'organitza un joc on el premi és una càmera. Un mecenes l'ajuda a guanyar el premi cobejat, després marxa amb ella del club sense pagar i li demana que posi per provar la càmera, fins que confessa que està coquetejant amb ella. Així que intenten, sense èxit, fer-se una fotografia junts amb l'ajuda del temporitzador automàtic amb què està equipada la càmera. Després de diversos intents, decideixen que la foto la faci un desconegut que passa per casualitat, que després d'haver-los distret fent-los posar, fuig amb la càmera.

## Repartiment

### Mara
- Yves Montand: Vasco
- Danièle Delorme: Mara

### Il pupo
- Lea Padovani: Maria
- Marcello Mastroianni: marit de Maria

### Scena all'aperto
- Vittorio De Sica: cotxer
- Elisa Cegani: Lidia

### Casa d'altri
- Michel Simon: sacerdot
- Sylvie: Zelinda

### Don Corradino
- Vittorio De Sica: Don Corradino Scognamiglio
- Eduardo De Filippo: Amedeo Stigliano
- Maria Fiore: Nannì
- Marilyn Buferd:
- Turi Pandolfini

### La macchina fotografica
- Sophia Loren: noia
- Totò: mecenes
- Mario Castellani: barista

### Il bacio
- Dany Robin
- François Périer

### Gli innamorati
- Andrea Checchi
- Alba Arnova

### Scusi, ma
- Alberto Sordi
- Enrico Viarisio

## Versions de la pel·lícula
Hi ha dues versions de la pel·lícula: l'original de 131 minuts (que també conté els tres episodis còmics Il bacio, Gli innamorati i Scusi, ma...) i la reduïda de 92 minus.